# Победа (Наровлянский район)
Победа (бел. Пабе́да; Перамога) — посёлок в Головчицком сельсовете Наровлянского района Гомельской области Беларуси.

## География

### Расположение
В 19 км на запад от Наровли, 9 км от железнодорожной станции Ельск (на линии Калинковичи — Овруч), 197 км от Гомеля.

### Гидрография
На западе и востоке мелиоративные каналы, соединённые с рекой Мытва (приток реки Припять).

## Транспортная сеть
Транспортные связи по просёлочной, а затем автодороге Ельск — Наровля. Планировка состоит из прямолинейной широтной улицы, застроенной двусторонне деревянными усадьбами.

## История
Основан в начале 1920-х годов переселенцами из соседних деревень на бывших помещичьих землях. В 1932 году жители вступили в колхоз. 
Согласно переписи 1959 года в составе колхоза «Советская Беларусь» (центр — деревня Головчицкая Буда).

## Население

### Численность
- 2004 год — 13 хозяйств, 23 жителя.

### Динамика
- 1959 год — 172 жителя (согласно переписи).
- 2004 год — 13 хозяйств, 23 жителя.